# Saint Privat en Périgord
Saint Privat en Périgord é uma comuna francesa na região administrativa da Nova Aquitânia, no departamento da Dordonha. Estende-se por uma área de 44.04 km². Em 2010 a comuna tinha 1 128 habitantes (densidade: 25,6 hab./km²).
Foi criada em 1 de janeiro de 2017, a partir da fusão das antigas comunas de Saint-Privat-des-Prés (sede da comuna), Festalemps e Saint-Antoine-Cumond.